# Liste der Bischöfe von Saint-Brieuc
Die folgenden Personen waren Bischöfe von Saint-Brieuc (Frankreich):
- um 480: hl. Briocus
- um 1032: Adam
- um 1077–1088: Hamon
- um 1092: Wilhelm I
- um 1100: Robert
- um 1109 bis um 1138: Johannes I
- um 1140 bis 5. Oktober 1147: Rolland
- 1150–1157: Jossius oder Joscionus
- um 1157?–1161: Judicaël
- um 1162: Olivier I. du Tillay
- um 1164 bis um 1169: Gottfried I
- um 1199–1206: Josselin
- um 1206: Wilhelm II
- 1208 bis 24. August 1212: Peter I
- 1213–1220: Sylvester
- 1220 bis 29. Juli 1224: Heiliger Guillaume III. Pinchon
- 1234 bis um 1249: Philipp
- um 1250 bis um 1256: André I
- um 1257–1259: Raoul I
- um 1260–1271: Simon
- um 1271: Pierre II. de Vannes
- Guillaume IV. Guégen
- um 1301 bis um 1308: Geoffroy II
- um 1316: Alain I. de Lamballe
- 1320–1328: Jean II. d’Avaugour
- 1328: Matthieu
- 1329–1335: Raoul II. de La Flèche
- 1335–1357: Gui de Montfort (Haus Montfort-Laval)
- 1358–1371: Geoffroy III. de Rohan
- 1375–1379: Laurent de La Faye
- 1379–1385: Guillaume V
- 1385–1404: Guillaume VI. Anger
- 1404 bis um 1405 oder 1406: Etienne I. Cœuvert
- 1406 bis 24. August 1419: Jean III. de Malestroit
- 18. September 1419 bis 4. Juni 1424: Alain II. de La Rue
- 24. Juni 1424 bis 26. September 1427: Guillaume VII. Brillet
- 15. März 1428 bis 1430: Guillaume VIII. Eder
- 29. Januar 1431 bis 1436: Hervé Huguet
- 4. Juli 1436 bis 1438 oder 1439: Olivier II. du Tillay
- 27. Februar 1439 bis 15. Juli 1450: Jean IV. L’Espervier (auch Bischof von Saint-Malo)
- 1450–1472: Jean V. Régent
- 28. Februar 1472 bis 1477: Pierre III. de Montfort de Laval (auch Bischof von Saint-Malo) (Haus Montfort-Laval)
- 14. Januar 1477 bis 20. Dezember 1505: Christophe de Penmarch
- 9. März 1506 bis 16. Mai 1525: Olivier III. du Châtel
- 6. September 1525 bis 1544: Jean VI. de Rieux
- 20. September 1544 bis 1553: François I. de Mauny
- 13. September 1553 bis 1564: Jean VII. du Tillay
- 5. August 1564 bis 24. September 1595: Nicolas Langelier
- 1601 bis 7. März 1618: Melchior de Marconnay
- 1618 bis 22. Juni 1631: André II. Le Porc de La Porte
- 1631–1641: Etienne II. de Villazel
- 1641–1675: Denis de La Barde
- 1675–1680: Hardouin Fortin de la Hoguette (auch Bischof von Poitiers)
- 1680–1705: Louis-Marcel de Coëtlogon-Méjusseaume (danach Bischof von Tournai)
- 1705–1720: Louis de Frétat de Boissieux
- 1721–1727: Pierre-Guillaume de La Vieuville
- 1727–1744: Louis-François de Vivet de Montclus (auch Bischof von Ales)
- 1745–1766: Henri-Nicolas Thépault du Beignon
- 1766–1769: François II. Barreau de Girac
- 1769–1774: Jules-Bazile Féron de La Ferronnays
- 1778–1790: Hugues-François Regnault de Bellescize
- 1791–1793: Jean-Marie Jacob
- 1802–1815: Jean-Baptiste-Marie Caffarelli
- 1817–1841: Mathias Le Groing de La Romagère
- 1841–1858: Jacques-Jean-Pierre Le Mée
- 1858–1861: Guillaume-Elisée Martial
- 1862–1882: Augustin David
- 1882–1888: Eugène-Ange-Marie Bouché
- 1889–1906: Pierre-Marie-Frédéric Fallières
- 1906–1923: Jules-Laurent-Benjamin Morelle
- 1923–1949: François-Jean-Marie Serrand
- 1949–1961: Armand Coupel
- 1961–1976: François-Louis-Marie Kervèadou
- 1976–1991: Pierre IV. Jean Marie Kervennic
- 1992–2010: Lucien Fruchaud
- 2010–heute: Denis Moutel